# Эксен
Э́ксен (нем. Oechsen) — община в Германии, в земле Тюрингия. 
Входит в состав района Вартбург. Подчиняется управлению Дермбах.  Население составляет 645 человек (на 31 декабря 2010 года). Занимает площадь 12,49 км².